# Butrowo
Butrowo (ros. Бутрово) – wieś (ros. деревня, trb. dieriewnia) w zachodniej Rosji, w osiedlu wiejskim Pieriewołoczskoje rejonu rudniańskiego w obwodzie smoleńskim.

## Geografia
Miejscowość położona jest nad rzeką Małaja Bieriezina, 7 km od granicy z Białorusią, 2 km od drogi regionalnej 66K-28 (Diemidow – Rudnia), 0,3 km od drogi federalnej R120 (Orzeł – Briańsk – Smoleńsk – granica z Białorusią), 5,5 km od centrum administracyjnego osiedla wiejskiego (Pieriewołoczje), 2,5 km od centrum administracyjnego rejonu (Rudnia), 66 km od Smoleńska.
W granicach miejscowości znajdują się ulice: Ługowaja, Sadowaja, Zapadnaja.

## Demografia
W 2010 r. miejscowość zamieszkiwało 86 osób.

## Historia
W czasie II wojny światowej od lipca 1941 roku wieś była okupowana przez hitlerowców. Wyzwolenie nastąpiło w październiku 1943 roku.